# Лесозавод (Самарская область)
Лесозаво́д — посёлок в Сергиевском районе Самарской области, входит в состав сельского поселения Кутузовский.

## География
Посёлок находится на расстоянии примерно 20 км (по прямой) к северу от села Сергиевск, административного центра района.

### Часовой пояс
Посёлок Лесозавод, как и вся Самарская область, находится в часовой зоне МСК+1. Смещение применяемого времени относительно UTC составляет +4:00.

## Население
| 2008 | 2010 |
| ---- | ---- |
| 10   | ↘5   |

### Национальный состав
Согласно результатам переписи 2002 года, в национальной структуре населения русские составляли 72 % из 14 чел.